# Hülsenberg (Harburger Berge)

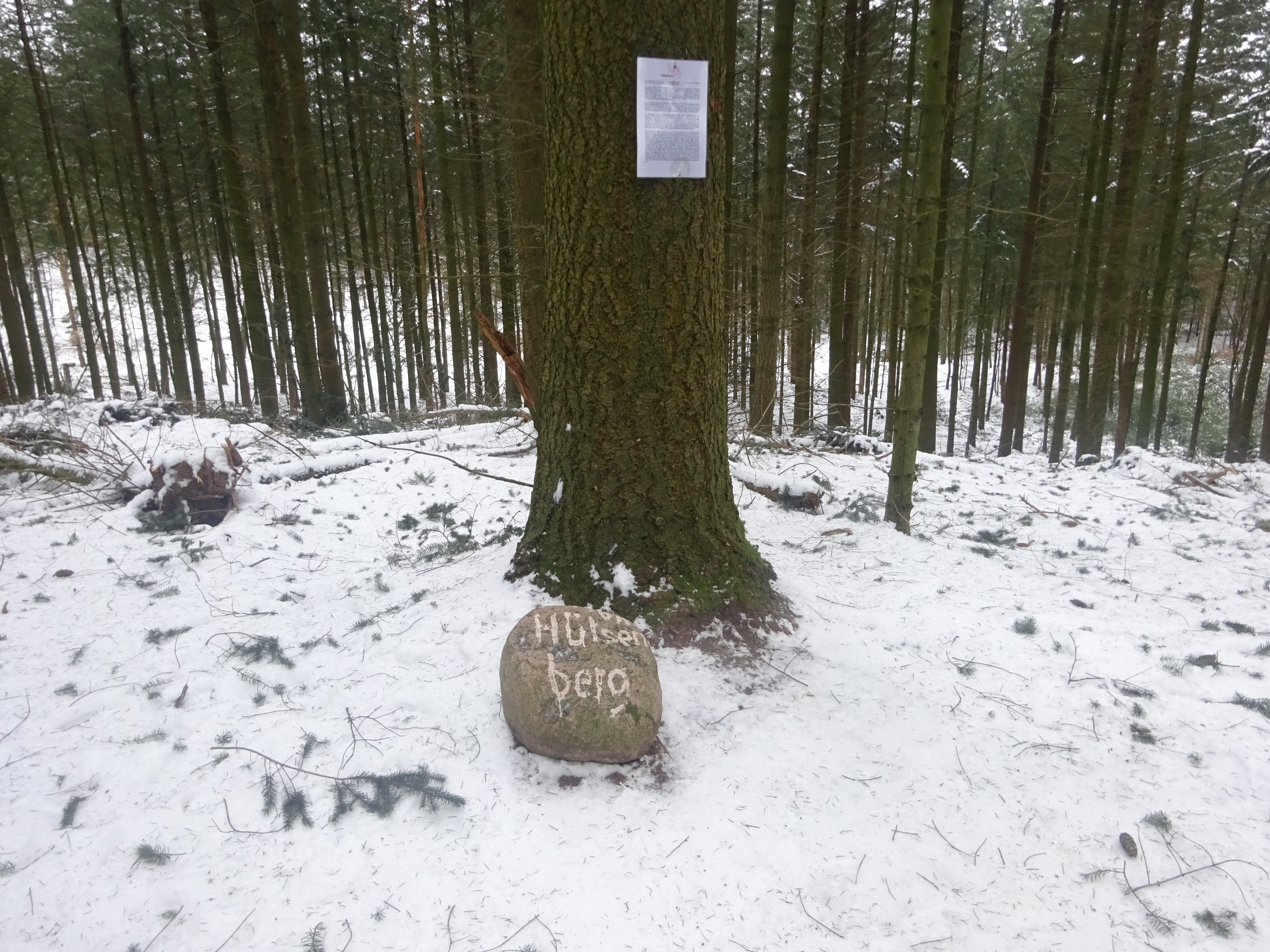
Gipfelstein des Hülsenbergs

Der Hülsenberg ist mit etwa 155 m ü. NHN neben dem Gannaberg (ca. 155 m) die höchste Erhebung der Harburger Berge und des niedersächsischen Landkreises Harburg. Er liegt im Gemeindegebiet von Rosengarten bei Sieversen.

## Geographie

### Lage
Der Hülsenberg erhebt sich zwischen Sieversen im Ostsüdosten und dem Emsener Ortsteil Langenrehm im Südsüdwesten; sie liegen alle im Gemeindegebiet von Rosengarten. Über seine Südflanke führt als Verbindung zwischen Sieversen im Osten und Eversen-Heide im Westen die Kreisstraße 52.

### Geologie
Der Hülsenberg ist Teil einer langgestreckten Stauchmoräne, der vom Fuhlsbüttler Vorstoß im Quartär hinterlassen wurde und vom Kiekeberg (127,1 m) bei Vahrendorf im Nordnordosten bis zum Nuppenberg (ca. 115 m) bei Dibbersen im Südsüdwesten reicht.

### Naturräumliche Zuordnung
Der Hülsenberg gehört in der naturräumlichen Haupteinheitengruppe Lüneburger Heide (Nr. 64), in der Haupteinheit Hohe Heide (640) und in der Untereinheit Wilseder Endmoränen (640.0) zum Naturraum Schwarze Berge (640.00). Nach Osten fällt die Landschaft sanft in die Untereinheit Harburger Hügelland (644.0) ab, die zur Haupteinheit Luheheide (644) zählt.

### Berghöhe und Bergkuppen
Der Hülsenberg ist im Rahmen seiner mittleren Kuppe (⊙) etwa 155 m hoch; in topographischen Karten ist auf dieser Kuppe ein trigonometrischer Punkt auf 150,6 m Höhe verzeichnet. Seine Westnordwestkuppe (⊙) erreicht 154,9 m Höhe. Die Ostsüdostkuppe (⊙) ist rund 148 m hoch; auf dieser Kuppe liegt ein trigonometrischer Punkt auf 147,7 m Höhe. Die Südkuppe (⊙) erreicht etwa 154 m Höhe. Von dort aus leitet die Landschaft in Richtung Süden über eine rund 154 m hohe Stelle und über einen 150,3 m hohen Südsporn (⊙) zum Gannaberg (ca. 155 m) über.

## Schutzgebiete
Auf dem Hülsenberg breiten sich Teile des Landschaftsschutzgebiets Rosengarten–Kiekeberg–Stuvenwald (CDDA-Nr. 323951; 1965 ausgewiesen; 58,68 km² groß) aus. Etwas westlich der Erhebung liegt das Naturschutzgebiet Buchenwälder im Rosengarten (CDDA-Nr. 318259; 2003; 2,85 km²).